# Denis Zachaire
Denis Zachaire nebo Denys Zeccaire (1510–1556) je pseudonym neznámého francouzského alchymisty pocházejícího z Akvitánie.
Je autorem velmi slavného alchymického traktátu Malé pojednání o přírodní filosofii kovů (Opuscule Très Excellent de la Vraye Philosophie naturelle des metaulx), které se proti dobovým zvyklostem napsat lidovou řečí, francouzštinou, a nikoli latinou učenců.

## Život
Zachaire sám ve svém jediném díle uvádí, že studoval gramatiku v Bordeaux a práva v Toulouse, pod dohledem učitele, který byl oddán alchymii a tuto svou vášeň přenesl na svého žáka. Ve svém díle uvádí, že nakonec opustil Francii a rozhodl se strávit konec svého života v některém z německých hanzovních měst.

## Dílo Denise Zachaira
Malé pojednání o přírodní filosofii kovů je nedlouhý, v moderní sazbě zhruba padesátistránkový text, který je vnitřně členěn na předmluvu a tři vlastní části. Denis Zachaire v něm popisuje svůj život, studia a osudy a odkrývá tak čtenářům svou životní dráhu, která ho dovedla až k alchymii. S nelíčeným zaujetím vypočítává všechny slepé cesty, které ho odváděly od "skutečné alchymie". Zdánlivě velmi prostou formou popisuje své osudy, které by jeho knihu mohly snadno zařadit do žánru tehdejší senzační četby; v ději jsou zmiňovány velké finanční částky, přízeň i nepřízeň mocných a vládců tohoto světa.
Tato zdánlivě prostá sdělovací forma textu však klame; Zachairův text je při bližším studiu bohatě vyplněn citáty dobových alchymických autorit. Text cituje Aristotela, pseudo-Démokrita, Zósima z Panopole, Geberovu knihu Summa perfectionis magisterii, spisy Chálida ibn-Jazída, ar-Rázího, Avicennu, Rosarium philosophorum, Alberta Velikého i Raymonda Lulla.
Denis Zachaire klade velký důraz na laboratorní zkušenost. "Nejmocnější jistotou našeho vědění, která potvrzuje, že je navýsost pravdivé, je ovšem zkušenost s ním, kterou jsme zakusili..."

## Ohlas díla
Denis Zachaire patří k alchymistům, kteří jsou znovu vydávání a citováni moderními badateli. Mnohokrát ho cituje např. Fulcanelliho žák, spisovatel Eugène Canseliet.
České vydání Malého pojednání o přírodní filosofii kovů vyšlo v rámci sborníku Alchymické texty. Alchymisté Zachaire, Lavín a Zósimos. Vodnář, Praha 2021, s. 9-64.